# Église Saint-Laurent d'Eygalières
L’église Saint-Laurent est le nom de deux églises catholiques situées à Eygalières, en France.

## Localisation
Ces deux églises sont situées dans le département français des Bouches-du-Rhône, sur la commune d'Eygalières. La plus ancienne (XIIe – XVIIe siècle) est située au cœur du village perché historique ; c'est un monument classé. La plus récente, terminée en 1905, est située au centre du village.